# پایگاه هوایی ویلاس
پایگاه هوایی ویلاس  (به انگلیسی: Wheelus Air Base) یک فرودگاه نظامی با کد یاتا MJI است که یک باند فرود آسفالت دارد و طول باند آن ۱۸۲۹ متر است. این فرودگاه در شهر طرابلس کشور لیبی قرار دارد و در ارتفاع ۱۱ متری از سطح دریا واقع شده است.